# Xã Scott, Quận Sandusky, Ohio
Xã Scott (tiếng Anh: Scott Township) là một xã thuộc quận Sandusky, tiểu bang Ohio, Hoa Kỳ. Năm 2010, dân số của xã này là 1.437 người.